# Garcinia caloneura
Garcinia caloneura är en tvåhjärtbladig växtart som beskrevs av Jacob Gijsbert Boerlage. Garcinia caloneura ingår i släktet Garcinia och familjen Clusiaceae. Inga underarter finns listade i Catalogue of Life.